# Két epizód Lenau Faustjából

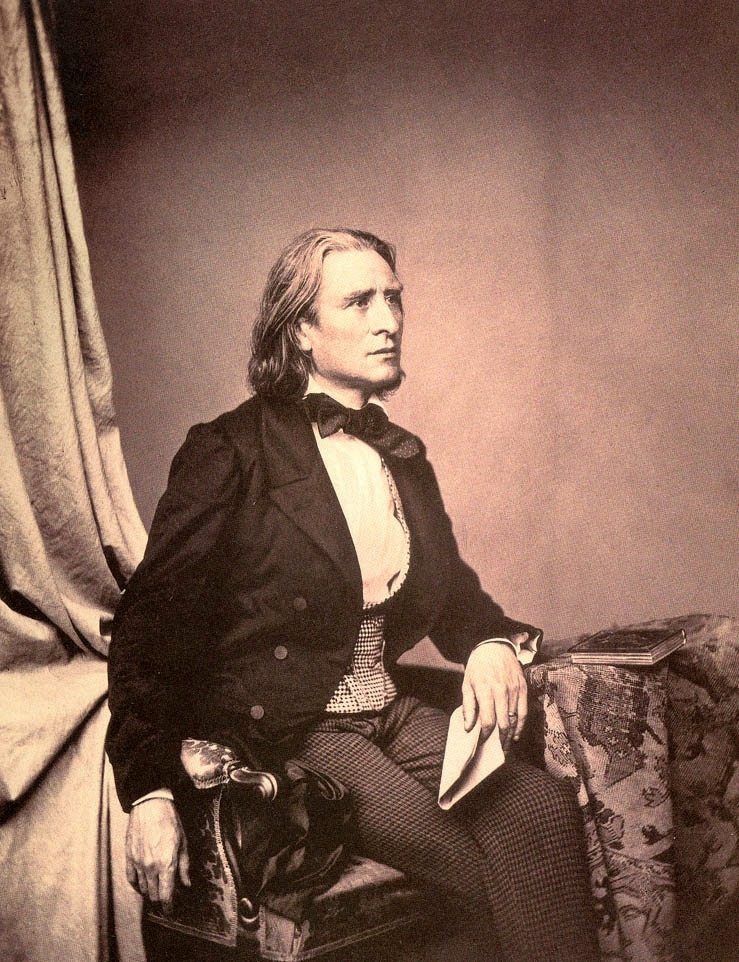
Liszt Ferenc a Két epizód születése körüli években

A Két epizód Lenau Faustjából (1. Az éji menet, 2. Mefisztó-keringő) Liszt Ferenc S.110-es jegyzékszámú szimfonikus műve, amelyet 1860-ban komponált. Német címe: Zwei Episoden aus Lenaus Faust 1. Der nächtliche Zug 2. Der Tanz in der Dorfschenke. A teljes mű bemutatójáról nincsenek teljesen biztos adatok, az 1861-es, Liszt vezényelte weimari bemutatón csak a Mefisztó-keringőt játszották el, az első rész, illetve a teljes darab bemutatójáról nincs adat. Liszt szándékától eltérően a művet azóta is ritkán játsszák együtt, a Mefisztó-keringőt és annak zongoraváltozatát annál gyakrabban. A mű 1865-ben jelent meg nyomtatásban.

## A mű születése
Faust témájára Liszt először 1830-ban, Berlioznál figyelt fel, akit komolyan foglalkoztatott egy Fausttal kapcsolatos mű megírásának a gondolata. Lisztet is komolyan megfogta a fausti történet, és évekig, tulajdonképpen élete végéig foglalkoztatta a téma. Azonban egyáltalán nem a Goethe-féle értelmezés vonzotta, sokkal közelebb állt hozzá Nikolaus Lenau megfogalmazása. Még az 1854-ben, a Goethe-ünnepségekre komponált Faust-szimfóniájában sem a goethei „kispolgári” Faustot, hanem saját romantikus Faust-alakját fogalmazta meg. Azt sem túlzás állítani, hogy Lisztet a Faust-témán belül Mefisztó alakja talán még jobban foglalkoztatta, számos e téma ihlette művet írt: a Két epizód második darabját (az 1. Mefisztó-keringőt) és annak zongoraváltozatát, az öregkori, zenekarra írott 2., a zongorára írott kései 3. és 4. számú Mefisztó-keringőt és a Mefisztó-polkát. Lenau költészete is érdekelte, a most tárgyalt alkotáson kívül írt egy dalt, a verbunkoszenei elemekből építkező Három cigány című dalt és A szomorú szerzetes című melodrámát, azaz deklamált szöveghez illesztett zongorakíséretes darabot. Liszt maga is úgy tartotta, hogy egyszerre van meg benne Faust és Mefisztó. A közvélemény már a fiatal Lisztben, démoni zongorázásában felfedezett egyfajta sátáni erőt, és még az öreg komponistát is „abbénak öltözött Mefisztóként” emlegették.
Liszt a szimfonikus művéhez Lenau drámai költeményéből két részletet választott, de ez a két részlet a költeményben fordított sorrendben helyezkedik el. Lisztnél előbb a bűntudat, utóbb magának a bűnnek a feldolgozása a sorrend. Mindig hangsúlyozta, hogy a két rész összetartozik, és saját sorrendjéhez is ragaszkodott. Ezzel kapcsolatban írta Franz Brendel zenekritikusnak 1862. augusztus 29-én: „A két Lenau-féle Faust-epizód kiadásának sorrendjét Schuberthra [a kiadóra (szerk.)] bízom; hogy először a zongorakivonat vagy a partitúra jelenik-e meg, nekem meglehetősen közömbös; csak az a fontos, hogy a két darab egyszerre jelenjék meg. Az éji menet első, Mefisztó keringője második számként. Tematikus összefüggés persze nincs a kettő között; ennek ellenére összetartoznak, az érzés kontrasztja révén. Ilyen Mefisztó csak ilyen pudliból ugorhat elő!” Egy évtizeddel később, 1873. szeptember 16-án, Max Erdmannsdörfernek, a sondershauseni fesztivál-előadás karnagyának ezt írta: „Különösen azt szeretném, hogy a két Faust-epizódot egymástól szét nem választva adják elő – megkockáztatva, hogy a közönséget Az éji menettel néhány percig untatják.”
A teljes mű, csakúgy, mint Az éji menet bemutatójáról nincs adat, a Mefisztó-keringőt Liszt vezényelte 1861. március 8-án a weimari hercegi palotában, egy udvari hangversenyen. A zeneszerző fiatal tanítványának, Carl Tausig zongoraművésznek ajánlotta a művét. A darabot Schuberth adta ki 1865-ben.

## A zene
A Két epizód hangszerelése: három fuvola (a harmadik esetenként piccolo), két oboa, angolkürt (csak az első részben), két klarinét, két fagott, négy kürt, két trombita, két tenorharsona, basszusharsona, tuba, üstdob, harang vagy tamtam (csak a második részben), triangulum (csak a másodikban), cintányér, hárfa, vonósok.
Liszt több átdolgozást is készített művéből: Az éji menetből zongorára, négy kézre (S.513a). A Mefisztó-keringőből zongorára, két kézre és négy kézre (S.514, S.514a).

### Az éji menet
Liszt a – német nyelven Der nächtliche Zug című – tétel kottájába beíratta az ihlető költemény megfelelő sorait, ez általános szokása volt. A programot adó szöveg olyan momentumokat kínált a komponista számára, amely a német nagyromantika kortárs zeneszerzőinek gyakori témái voltak: gyötrődő, magányos hős, éjszaka, erdő, fáklyafényben vonuló hívők éneklő, ünnepi menete – akik ebben az esetben egy gregorián dallamot énekelnek. Ehhez Aquinói Szent Tamás himnuszát, a Pange lingua gloriosi corporis mysteriumot használta fel. Liszt ebben az időben sokat foglalkozott a gregorián dallamok alkalmazásával műveiben, például ekkor már dolgozott a gregorián témákat feldolgozó, 1862-ben elkészült Szent Erzsébet legendáján és az 1867-ben befejezett Krisztuson. A zeneszerzőt ekkor már rendszeresen érték komponistai tevékenységét illető, gyakran heves támadások, ebben az esetben a Caecilia című, egyházzenével foglalkozó lapban támadták, amiért világi műben egyházi dallamot mert felhasználni.
A formailag három szakaszból álló kompozíció első és harmadik része a Faust-témából, míg a középső a gregorián dallamból épül. A darab mély tónusban indul, a gyötrődő Faust témáját a klarinétok és a kürtök szólaltatják meg, amiben a Lisztnél oly gyakori magyar skála ismerhető fel. Ezt követi az E-dúrban felhangzó természetvarázs, a Faust-témát finom fúvós akkordok és vonóstremolók felett a hegedűk játsszák, majd megszólalnak egy csalogány trillái. Egy újabb motívum feltűnése után visszatér a darab kezdete, majd vonós pizzicato illusztrálja a lovát vezető Faustot. A darab középső szakasza elején a gregorián dallam jelképezi a közelgő fáklyásmenetet, a teljes dallam fafúvókon szólal meg. A teljes zenekaron megszólaló tutti utáni halkulás a menet távolodását jelképezi. A harmadik szakaszban egy rövid, variált visszatérés következik, a hős bűntudatát, magányát mutatja, a fokozás a fájdalom megjelenítése – a magyar skála alkalmazásával. A tétel, ahogy kezdődött, a mély regiszterben ér véget, a végtelenségig halkuló Faust-motívum hangjaival.

### Mefisztó-keringő
A németül Der Tanz in der Dorfschenke című második darab a csapszékjelenet, amelyben az ördögi hegedűs Mefisztó közreműködésével Faust elcsábít egy parasztmenyasszonyt. A kompozíció alapelve a variációs fokozás, alaphangneme A-dúr. Háromféle anyagból épül fel. A darab erőteljes ritmizálású kvintek halmazával indul, amiből kialakul a főtéma kezdete, a hangoló falusi muzsikusok képe. A főtémát a mély vonósok szólaltatják meg. A második téma Desz-dúrban, visszafogottabb tempóban, csellón szólal meg, a klarinét és a fagott kíséretével (előadási utasítása – némileg ironikusan – Espressivo amoroso, Dolce). A feszültség egyre fokozódik, a téma két variációjával, majd a zene elcsöndesül, de a tovább fokozódó feszültséget a két téma szimultán szerepeltetése is jelképezi. A főtéma, majd a második téma anyagából szőtt részek következnek, egyre nagyobb dinamikával, hogy a csúcsponton ismét elhalkuljon a zene. A második téma mindössze két szólócsellón és hegedűn szólal meg, a csalogánymotívumot a fuvola játssza,  majd a hárfakadencia következik. A darabhoz kétféle befejezést készített, az egyik hangos (ff), a másik halk (pp), költői verzió.
Liszt a Mefisztó-keringő anyagát zongorára is átdolgozta, ez az Első Mefisztó-keringő (megkülönböztetésül a két évtizeddel későbbi Második Mefisztó-keringőtől). A két változat nagyjából egyforma hosszú, zenei anyagukban sem sokban különböznek. A darab befejezése a zongoraváltozatban a zenekari hangosabb verziónak felel meg. A zongoraváltozatot maga Liszt is gyakran műsorára tűzte, és a mai zongoristáknak is igen gyakori repertoárdarabja.